# Haiku-Pauwela
Haiku-Pauwela és una concentració de població designada pel cens dels Estats Units a l'estat de Hawaii. Segons el cens del 2000 tenia 6.578 habitants.

## Demografia
Segons el cens del 2000, Haiku-Pauwela tenia 6.578 habitants, 2.310 habitatges, i 1.525 famílies La densitat de població era de 161,2 habitants per km².
Dels 2.310 habitatges en un 35,9% hi vivien nens de menys de 18 anys, en un 48,0% hi vivien parelles casades, en un 11,2% dones solteres, i en un 34,0% no eren unitats familiars. En el 21,1% dels habitatges hi vivien persones soles el 4,2% de les quals corresponia a persones de 65 anys o més que vivien soles. El nombre mitjà de persones vivint en cada habitatge era de 2,83 i el nombre mitjà de persones que vivien en cada família era de 3,29.
Per edats la població es repartia de la següent manera: un 26,0% tenia menys de 18 anys, un 7,5% entre 18 i 24, un 34,3% entre 25 i 44, un 25,4% de 45 a 64 i un 6,8% 65 anys o més.
L'edat mediana era de 36,1 anys. Per cada 100 dones hi havia 104,48 homes. Per cada 100 dones de 18 o més anys hi havia 104,07 homes.
La renda mediana per habitatge era de 45.397 $ i la renda mediana per família de 52.350 $. Els homes tenien una renda mediana de 35.737 $ mentre que les dones 29.610 $. La renda per capita de la població era de 21.702 $. Aproximadament el 8,1% de les famílies i el 16,4% de la població estaven per davall del llindar de pobresa.

## Poblacions més properes
El següent diagrama mostra les poblacions més properes.